# در جستجوی تابستان
 "در جستجوی تابستان" نام آهنگی از کریس ریا، خواننده و آهنگساز بریتانیایی است که در سال ۱۹۹۱ به عنوان سومین تک آهنگ از یازدهمین آلبوم استودیویی اش با عنوان اوبرژ و به تهیه کنندگی خودش و جان کلی منتشر شد. «در جستجوی تابستان» در بریتانیا به رتبهٔ ۴۹ رسید و سه هفته در این جدول ماند. یک موزیک ویدئو نیز برای تبلیغات این تک آهنگ فیلمبرداری شد.
ریا در سال ۱۹۹۱ طی مصاحبه ای با دنیس الساس، به شرح پیام شعر پرداخت: "اصل ایده در مورد مردی است که به دختر نوجوانش نگاه می‌کند، و می‌بیند که او رویش را برمی‌گرداند. او به دنبال تابستان خود است، او بهاری است که به دنبال تابستانش می‌گردد، و او (مرد)، که حالا پاییز زندگی اش را می‌گذراند به گذشته می‌نگرد و به یاد می‌آورد که چطور روزی خودش هم بدنبال تابستانش گشته‌است. در بخش سوم آهنگ به همسرش یادآوری می‌کند که چگونه دردهای فزاینده یکدیگر را بدتر می‌کردند، در حالی که هر دوی آنها به دنبال تابستان‌های خود بودند و از بسیاری از جهات او هنوز هم به دنبال تابستانش است. "

## نظرات منتقدین
دبورا هورنبلو از The Hartford Courantدر نقد و بررسی آلبوم اوبرژ، از این آهنگ بعنوان یکی از "آهنگ‌های بهتر آلبوم" یاد و خاطرنشان کرد: این ترانه " با حال و هوایی گرم که ناشی از صدای بی نقص ریا با گیتارش است، پیوند خورده‌است. آدام سوئیتینگ از مجلهٔ گاردین عنوان کرد: "عناوینی مانند "در جستجوی تابستان" در آهنگ‌ها، راهنماهایی بی نقص برای تشریح آنچه که درونشان می‌گذرد هستند.

## فهرست آهنگ‌ها
صفحهٔ ۷ "
1. "در جستجوی تابستان" (ریمیکس) - ۳:۵۱
2. "Six Up" - 4:06

صفحهٔ ۱۲ "
1. "در جستجوی تابستان" (ریمیکس) - ۳:۵۱
2. "Six Up" - 4:06
3. "سامورایی شهری" - ۴:۲۷

کاست تک
1. "در جستجوی تابستان" (ریمیکس) - ۳:۵۱
2. "Six Up" - 4:06

سی دی
1. "در جستجوی تابستان" (ریمیکس) - ۳:۵۴
2. "Six Up" - 4:08
3. "Theme From the Pantile Journals" - 4:13
4. "رقصیدن رو یادم بده" - ۴:۰۵

سی دی (تبلیغی ایالات متحده)
1. «در جستجوی تابستان» (نسخه ویرایش شده) - ۳:۵۰
2. «در جستجوی تابستان» (نسخه ای پی) - ۵:۰۴

## عوامل
- کریس ریا - گیتار، اسلاید گیتار، ارگان هاموند
- آنتونی درنان - گیتار نایلون، گیتار آکوستیک
- مکس میدلتون - رودز
- رابرت آهوایی - بیس گیتار
- مارتین دیچام - درامز و پرکاشن

تولید
- جان کلی - تهیه‌کننده
- کریس ریا، دیو ریچاردز - تهیه‌کننده «سامورایی شهری»
- جاستین شیرلی-اسمیت - مهندس صدا
- راسل شاو -دستیار مهندس صدا

دیگران
- لوئیس ادواردز - نقاشی جلد

## جداول
| جدول (۱۹۹۱)          | بالاترین رتبه |
| -------------------- | ------------- |
| تک آهنگ‌های بلژیک (V) | ۳۹            |
| تک آهنگ‌های هلند      | ۳۷            |
| تک آهنگ‌های آلمان     | ۵۱            |
| تک آهنگ‌های بریتانیا  | ۴۹            |